# No me digas que no
"No Me Digas Que No" (em português: "Não Me Diga Que Não") é uma canção do cantor espanhol de pop Enrique Iglesias com a participação da dupla Wisin y Yandel. A canção foi extraída como quarto single oficial do nono álbum de estúdio e primeiro álbum bilíngue de Enrique, Euphoria, lançado em 2010.

## Posição nas paradas musicais
| Parada (2010/11)                                       | Melhor posição |
| ------------------------------------------------------ | -------------- |
| México - Mexican Airplay Chart                         | 14             |
| Estados Unidos - US Latin Songs (Billboard)            | 1              |
| Estados Unidos - US Latin Pop Songs (Billboard)        | 1              |
| Estados Unidos - US Latin Tropical Airplay (Billboard) | 2              |
| Estados Unidos - US Bubbling Under Hot 100             | 21             |